# فرانکنرودا
فرانکنرودا (به آلمانی: Frankenroda) یک شهر در آلمان است که در وارتبورگکرایس واقع شده‌است. فرانکنرودا ۳۶۳ نفر جمعیت دارد.